# Stupido (Marracash)
Stupido è un brano musicale hip hop del rapper italiano Marracash, pubblicato come secondo singolo estratto dall'album Fino a qui tutto bene.

## Il brano
Stupido è stato presentato in anteprima l'8 maggio 2010 durante il TRL Awards che si è tenuto a Genova. Il singolo è stato reso disponibile ufficialmente per il download digitale e per l'airplay radiofonico il 22 giugno 2010.
Il titolo del brano, come rivelato nei primi versi del testo del brano, è un riferimento al brano Stupida di Alessandra Amoroso.
Sull'album Fino a qui tutto bene disponibile su iTunes è presente come bonus track Stupidi in cui c'è la partecipazione alla canzone di Fabri Fibra.

## Il video
Il video musicale di Stupido è stato prodotto da The Mob, diretto da Cosimo Alemà e montato da Alessio Borgonuovo. Il video è stato presentato in anteprima sul canale YouTube ufficiale di Marracash il 25 giugno 2010. Nel video vengono alternate sequenze di Marracash, ad altre in cui il rapper è ritratto sulla copertina di finte riviste, che parodiano nel titolo e nella grafica riviste reali. Per esempio vengono mostrate le copertine di Iva Tremila (nella realtà Eva 3000), Men's Hell (Men's Health), Monella 2000 (Novella 2000) , Trillionaire (Millionaire), Cronaca nera (Cronaca Vera), Pocus (Focus) e Perciò (Cioè).
Nel video appare anche il rapper Piero Giannotti, meglio conosciuto come Deleterio, appartenente alla Dogo Gang di cui fa parte anche lo stesso Marracash.

## Tracce
Download digitale
1. Stupido - 3:51